# Nieuwe-Wetering
Nieuwe Wetering is also a village está situada no município de Alkemade.
Nieuwe-Wetering (52° 08′ N, 5° 10′ L) é uma vila dos Países Baixos, na província de Utrecht. Nieuwe-Wetering pertence ao município de De Bilt, e está situada a 3 km, a noroeste de Bilthoven.
A área de Nieuwe-Wetering, que também inclui as partes periféricas da cidade, bem como a zona rural circundante, tem uma população estimada em 190 habitantes.